# Angiopteris
Angiopteris  é um género de pteridófitos pertencente à família Marattiaceae que agrupa cerca de  75 espécies validamente descritas.

## Descrição
O género foi descrito por Georg Franz Hoffmann e publicado em Commentationes Societatis Regiae Scientiarum Gottingensis 12(Cl. Phys.): 29. 1796, e tem como espécie tipo Angiopteris evecta.

## Espécies
O género Angiopteris  inclui as seguintes espécies validamente descritas:
| - Angiopteris acutidentata - Angiopteris annamensis - Angiopteris bipinnata - Angiopteris brooksii - Angiopteris cadierei - Angiopteris caudatiformis - Angiopteris caudipinna - Angiopteris chauliodonta - Angiopteris chingii - Angiopteris cochinchinensis - Angiopteris confertinervia - Angiopteris crinita - Angiopteris danaeoides - Angiopteris dianyuecola - Angiopteris elliptica - Angiopteris esculenta - Angiopteris evecta - Angiopteris ferox - Angiopteris fokiensis - Angiopteris hainanensis - Angiopteris helferiana - Angiopteris hokouensis - Angiopteris holttumii - Angiopteris inconstanti - Angiopteris indica - Angiopteris itoi | - Angiopteris javanica - Angiopteris latipinna - Angiopteris lygodiifolia - Angiopteris madagascariensis - Angiopteris marchionica - Angiopteris microura - Angiopteris oblanceolata - Angiopteris opaca - Angiopteris palmiformis - Angiopteris paucinervis - Angiopteris pruinosa - Angiopteris rapensis - Angiopteris remota - Angiopteris smithii - Angiopteris somae - Angiopteris sparsisora - Angiopteris subcuspidata - Angiopteris subrotundata - Angiopteris tonkinensis - Angiopteris undulatostriata - Angiopteris wallichiana - Angiopteris wangii - Angiopteris versteegii - Angiopteris winkleri - Angiopteris yunnanensis |